# ارتجاع عصبي

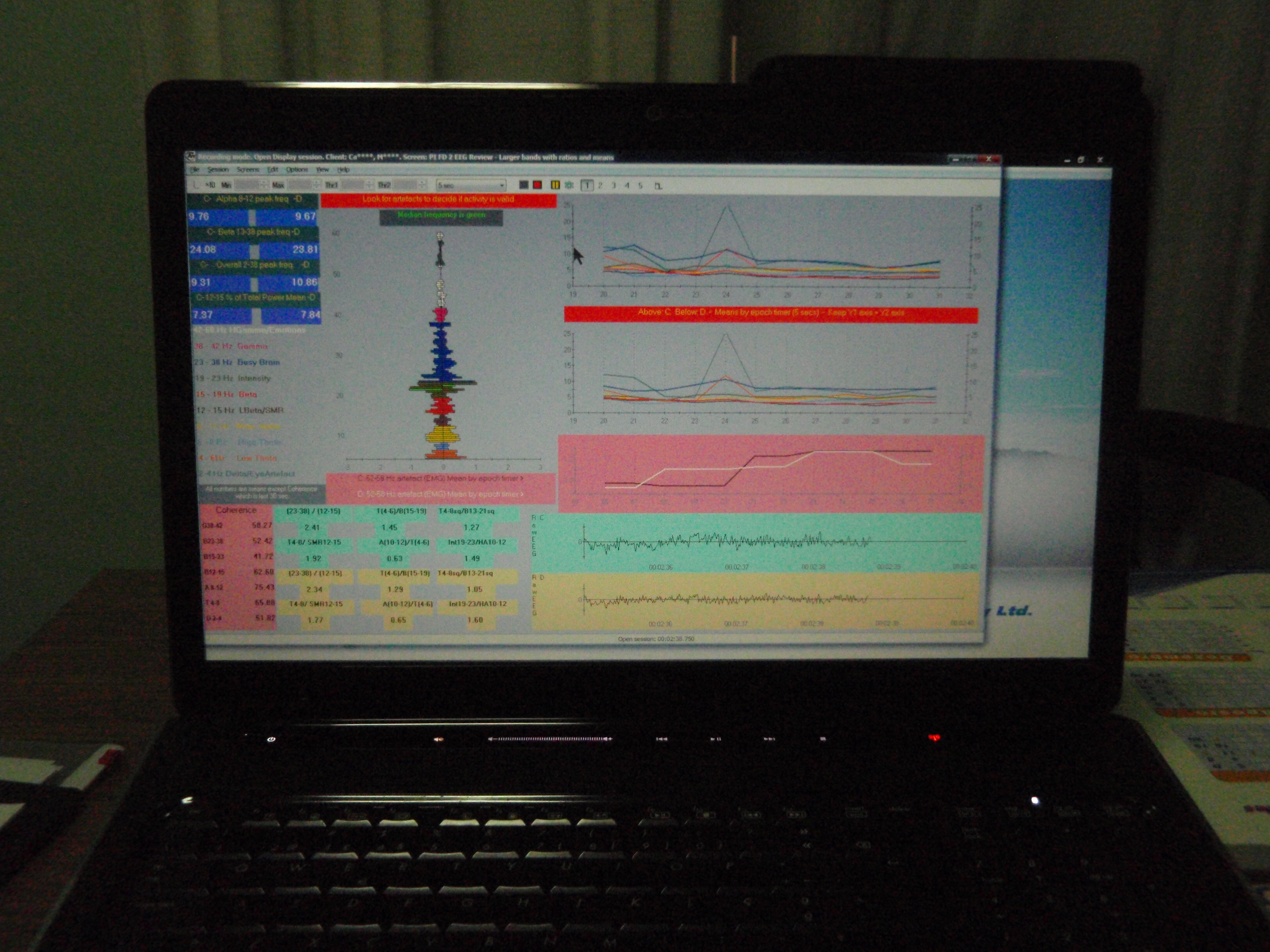
شاشة حاسوب تبين سوفتوير آني لتدريب الارتجاع العصبي.

الارتجاع العصبي أو تلقيم راجع عصبي (بالإنجليزية: Neurofeedback) هو تقنية حديثة تستخدم ليس فقط في علاج الكثير من الأمراض النفسية والعصبية وإنما في تحسين القدرات الذهنية والمعرفية، حيث يتم توصيل مجسات إلكترونية لقياس موجات المخ. تثبت المجسات على جهة الرأس الخاصة بالفص المراد تدريبه من الدماغ وتوصل بجهاز لرسم المخ. ومن ثم يتم التوصيل إلى جهاز الكمبيوتر. وبواسطة برنامج خاص يتم ربط الموجات بلعبة تظهر كصورة على شاشة الحاسوب . يركز المريض أفكاره لتحريك اللعبة على شاشة الحاسوب، وكلما ركز المريض على الموجات الصحيحة تحسن الأداء الخاص بهذه اللعبة. ويرى المريض ذلك أمام عينيه على الشاشة مما يجعله يركز أكثر بغرض تحسين أدائه. وتكون النتيجة هي تدريب المريض على التحكم في إصدار الموجات الصحيحة من الدماغ وتتحسن بالتالي قدراته على التحكم في تفكيره والتركيز على ما يفكر فيه. هذه الطريقة تغني عن اعطاءالمريض عقارات لتهدئته فهي تجعله مدمنا.
تؤدي تلك الطريقة لعلاج اضطراب نقص الانتباه مع فرط النشاط (ADHD)، وهي تتطلب العديد من الجلسات حتى يضمن نجاح هذا العلاج.

## اقرأ أيضا
- قصور الانتباه وفرط الحركة